# Роберт Фріпп
Роберт Фріпп (англ. Robert Fripp; 16 травня 1946, Англія) — британський рок-музикант, гітарист, автор пісень і звукорежисер, найбільше відомий як один із засновників і єдиний постійний учасник рок-гурту King Crimson. Записав також сольні альбоми й активно співпрацював із багатьма музикантами й гуртами, зокрема Девідом Бові, Девідом Сильвіаном, Енді Саммерсом, Браяном Іно, Стівеном Вілсоном, Пітером Ґебріелом, Дерілом Голлом, The Roches, Talking Heads та іншими. Крім того, Роберт Фріпп разом із Такером Мартіном та Стівом Боллом (Steve Ball) створив звукову заставку операційної системи Windows Vista. Взяв участь у понад 700 офіційних релізах.
Композиції Роберта Фріппа часто вирізняються незвичними ритмами і впливом класичних та фольклорних традицій. Фріпп — розробник стрічкової системи звукової петлі, відомої як Frippertronics, і так званого нового стандартного строю.
Журнал Classic Rock включив Фріппа до списку найкращих гітаристів усіх часів. Займав 42-ге місце у списку «100 найкращих гітаристів усіх часів» за версією журналу Rolling Stone у 2003 році (у списку 2011 року посідав 62-ге місце).

## Ранні роки
Роберт Фріпп народився у Вімборн-Мінстері, графство Дорсет, Англія. Він був другою дитиною в сім'ї робітників. Його мати Едіт (уроджена Грін; 1914—1993) походила з валлійської шахтарської родини; Фріпп вважає себе наполовину валлійцем. Її заробітки від роботи в Борнмутському архіві дали його батькові, Артуру Генрі Фріппу (1910—1985), змогу розпочати бізнес агента з нерухомості.

У 1957 році, коли Робертові було 11 років, батьки подарували йому на Різдво гітару. Пізніше він згадував:
Я майже одразу зрозумів, що ця гітара стане моїм життям.
Згодом він почав брати уроки гри на гітарі у Кетлін Гартелл (Kathleen Gartell) і Дона Страйка (Don Strike). Скотті Мур, гітарист Елвіса Преслі, надихнув 11-річного Роберта на гру в стилі рок, у 13 років він почав грати класичний джаз, а в 15 — сучасний джаз. Своїми тогочасними музичними натхненниками він називав джазових музикантів Чарлі Паркера та Чарльза Мінґуса.
У 1961 році 15-річний Фріпп вперше став учасником гурту, який називався The Ravens; на бас-гітарі в ньому грав Гордон Гаскелл. Наступного року гурт розпався. Фріпп зосередився на навчанні та почав працювати у компанії свого батька на посаді молодшого перемовника. У цей час він мав намір вивчати управління нерухомістю і згодом перейняти бізнес батька. Однак у 17 років Фріпп вирішив стати професійним музикантом. Він став гітаристом у джазовому колективі The Douglas Ward Trio, який грав у готелі Chewton Glen у Нью-Мілтоні, після чого приєднався до рок-н-рольної групи The League of Gentlemen, до складу якої входили також двоє колишніх учасників гурту Ravens.
У 1965 році Фріпп пішов з гурту і вступив до Борнмутського коледжу, де вивчав економіку, економічну історію та політичну історію з наміром отримати атестат зрілості.
У лютому 1965 року Фріпп поїхав на концерт оркестру Дюка Еллінгтона; те, що він там почув і побачив, глибоко його вразило. Наступні три роки Фріпп грав легкий джаз в оркестрі Majestic Dance Orchestra в борнмутському готелі Majestic, замінивши там майбутнього гітариста гурту The Police Енді Саммерса, який відправився до Лондона з Мані Зутом). Саме в цей період Фріпп познайомився з музикантами, з якими співпрацюватиме протягом своєї подальшої музичної кар'єри, — Джоном Веттоном, Річардом Палмером-Джеймсом і Грегом Лейком.

У віці 21 року, повертаючись пізно ввечері з коледжу додому, Фріпп увімкнув Radio Luxemburg і почув останні хвилини пісні A Day in the Life з альбому «Бітлз» Sgt. Pepper's Lonely Hearts Club Band. Зачарований нею, він перетворився на слухача і почав слухати найрізноманітнішу музику — струнні квартети Бели Бартока, Симфонію № 9 Антоніна Дворжака, альбом Are You Experienced Джимі Гендрікса, гурт John Mayall & the Bluesbreakers. Багато років по тому Фріпп згадував:
…Хоча всі діалекти були різні, голос був однаковий… Я знав, що не можу сказати «ні».

## Кар'єра

### 1967—1974 роки:Giles, Giles and FrippіKing Crimson
У серпні 1967 року брати Майкл і Пітер Джайлзи — відповідно ударник і вокаліст/басист, професійні музиканти, які ще у підлітковому віці грали в робочих гуртах у Дорсеті, Англія, — оголосили про пошук «співаючого органіста» до гурту, який вони формували. На пропозицію відгукнувся Роберт Фріпп, який, за іронією, не грав на органі і не співав. Тріо переїхало до Лондона і стало називатися Giles, Giles and Fripp. Їхній єдиний студійний альбом The Cheerful Insanity of Giles, Giles and Fripp вийшов у 1968 році. Гурт балансував на межі успіху і навіть з'явився в одній телепрограмі, але комерційного прориву так і не здійснив.
Намагаючись розширити діапазон свого звучання, тріо залучило Іена Макдональда гри на дерев'яних духових інструментах і клавішних. Той, своєю чергою, привів із собою ще двох музикантів: свою тодішню дівчину, колишню вокалістку гурту Fairport Convention Джуді Дайбл (чиє коротке перебування в гурті закінчилося одразу, як тільки вони розійшлися) і автора текстів, адміністратора турне та розробника декорацій Пітера Сінфілда, з яким він писав пісні.
Фріпп швидко відчув, що переростає ексцентричний поп-підхід Пітера Джайлза, і почав віддавав перевагу більш амбітним композиціям, які писав Макдональд. У 1968 році гурт розпався.
Майже одразу, у середині 1968 року, Фріпп, Макдональд і Майкл Джайлз сформували перший склад King Crimson. Вони запросили старого друга Фріппа по Борнмутському коледжу Грега Лейка вокалістом і бас-гітаристом, а також закликали партнера Макдональда з написання пісень Пітера Сінфілда виконувати роль автора текстів, дизайнера світлового шоу і загального творчого консультанта.
Дебютний альбом King Crimson, In the Court of the Crimson King, у якому поєднувалися ідеї року, джазу та європейської народної й класичної музики, вийшов наприкінці 1969 року і відразу став великим успіхом: його досі вважають одним із найвпливовіших альбомів в історії прогресивного року. Гурту пророкували славу, але його учасники надто по-різному підходили до написання музики: Фріпп, який, хоча й не був ані основним композитором, ані фронтменом, став рушієм і «виразником дум» гурту, спрямовував його у дедалі похмуріші й напруженіші нетрі депресивної музики, тоді як Макдональд і Джайлз віддавали перевагу легшому й тоншому романтичному звучанню і тому відчували дедалі більший дискомфорт від свого становища. Урешті-решт у січні 1970 року, після завершення туру по США, вони пішли з гурту.
Щоб вберегти гурт від розпаду, Фріпп пропонував варіант його збереження: він сам іде, а Макдональд і Джайлз залишаються. Але Макдональд заявив, що King Crimson — це «більше (він), ніж вони», і тому піти мають саме він і Джайлз. Пізніше Макдональд казав, що «ймовірно, був недостатньо емоційно зрілим, щоб впоратися з цим» і ухвалив «необдумане рішення піти, ні з ким не порадившись».

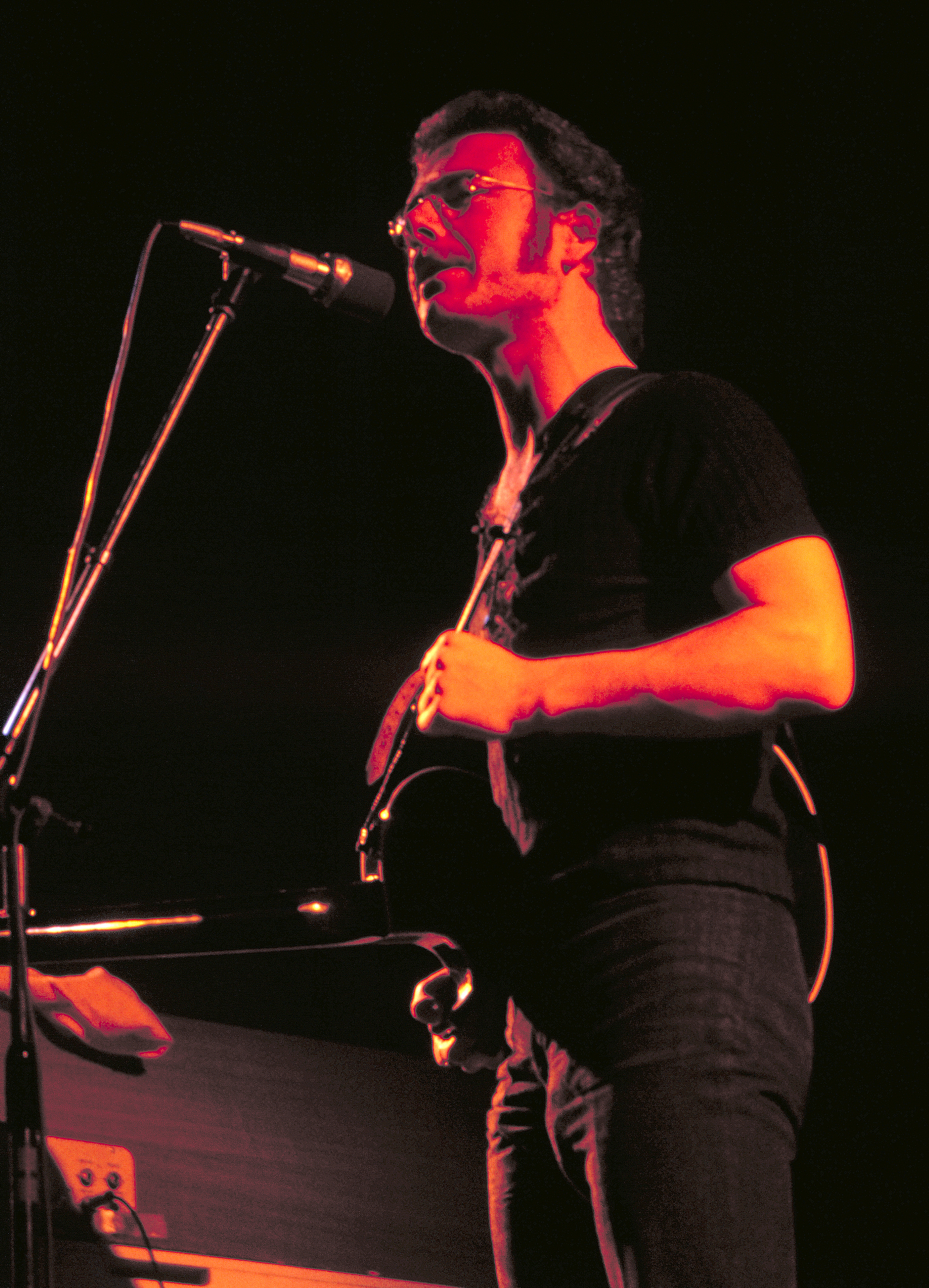
Роберт Фріпп на гастролях із King Crimson, 1974 рік.

Під час запису другого альбому King Crimson, In the Wake of Poseidon (1970), Грег Лейк пішов з гурту (і невдовзі став одним із засновників Emerson, Lake & Palmer), через що Фріпп і Сінфілд залишилася єдиними учасниками-засновниками King Crimson. Вони випустили ще два альбоми (Lizard і Islands) і були єдиними постійними учасниками складу King Crimson. Участниками гурту в різний час були Гордон Гаскелл, саксофоніст/флейтист Мел Коллінз, барабанщики Енді Маккаллох та Іен Воллес і майбутній басист Bad Company Боз Баррелл, а також ціла низка запрошених музикантів із Soft Machine, гурту Кіта Тіппетта, і гуртів Brotherhood of Breath і Centipede. У цей час Фріпп був єдиним автором музики гурту, яка будувалася на основі першого альбому, але розвивалася в напрямку джаз-року та фрі-джазу, а також набувала форми езотеричних ліричних та міфологічних концепцій Сінфілда.
У 1971 році Фріпп, по суті, витіснив Сінфілда і став фактичним керівником King Crimson. Примітно, що він завжди формально відкидав цей «ярлик», вважаючи за краще характеризувати свою роль як «контроль якості» або «своєрідний клей». Починаючи з цього моменту Фріпп став єдиним постійним учасником гурту, і надалі його розвиток визначався насамперед композиційними та концептуальними ідеями Фріппа, які спиралися на авангардний джаз, імпровізацію, хард-рок та вплив європейської музики, зокрема музику Бели Бартока.
Упродовж кількох наступних років King Crimson випустив ще три альбоми новаторського і дедалі більш експериментального року — Larks' Tongues in Aspic, Starless and Bible Black і Red. До гурту приєднувалися й з нього виходили авангардний перкусіоніст Джеймі М'юр, скрипаль Девід Кросс, басист і співак Джон Веттон і колишній ударник гурту Yes Білл Брюфорд. У 1974 році Фріпп офіційно розпустив гурт. Як з'ясувалося пізніше, це було лише перше припинення його діяльності в серії тривалих перерв і подальших трансформацій.

### 1974—1981 роки: співпраця, сторонні проєкти та сольна кар'єра
Коли King Crimson зменшував свою активність, Роберт Фріпп приділяв час стороннім проєктам. Він працював із Кітом Тіппеттом (та іншими музикантами, які з'являлися на записах King Crimson) над проєктами, далекими від рок-музики, — зокрема, був музикантом і продюсером альбому Septober Energy (1971) гурту Centipede та альбому Ovary Lodge (1973). У цей період він також працював із гуртом Van der Graaf Generator: у 1970 році він грав на альбомі H to He, Who Am the Only One (1970), а в 1971 році — на Pawn Hearts. У 1972 році Фріпп продюсував альбом Matching Mole's Little Red Record гурту Matching Mole. Перед тим як сформувати склад King Crimson епохи Larks' Tongues in Aspic, він став співавтором розмовного альбому, співпрацюючи із жінкою, яку характеризував як «відьму»; альбом дістав назву Robert Fripp & Walli Elmlark: The Cosmic Children of Rock, але офіційно він так і не був випущений.
Фріпп записав два альбоми з Браяном Іно — (No Pussyfooting) у 1973 році та Evening Star у 1975-му. Вони експериментували з кількома авангардними музичними прийомами, які в ті часи ще були новими. У пісні The Heavenly Music Corporation з альбому (No Pussyfooting) Фріпп вперше використав систему закільцьовування стрічки на двох модифікованих котушкових магнітофонах Revox A77. Ця техніка стала відігравати центральну роль у подальшій творчості Фріппа й отримала назву «Фріппертроніка».
У 1973 році Фріпп виконав гітарне соло у пісні Baby's on Fire — можливо, найвідомішому треку сольного дебютника Браяна Іно Here Come the Warm Jets. У 1975 році Фріпп і Браян Іно відіграли живі концерти в Європі, а Фріпп також взяв участь у створенні гітарних соло для знакового альбому Іно Another Green World.
У 1975 році Фріпп вирішив піти у тривалу «творчу відпустку», під час якої він через роботи Джона Беннетта зацікавився вченням Георгія Гурджиєва (ці дослідження пізніше вплинули на його роботу з Guitar Craft). У 1976 році Фріпп повернувся до музичної роботи як студійний гітарист на першому альбомі Пітера Ґебріела, який так і називався — Peter Gabriel, і вийшов наступного року. Фріпп гастролював із Ґебріелом на підтримку альбому, але вирішив за краще залишатися поза увагою (і на сцені, і поза сценою) і використовував псевдонім Dusty Rhodes.

Фріпп грав на другому альбомі Ґебріела 1978 року і продюсував його. Ґебріел захоплювався:
Роберт особливо добре зберігає новизну, і мені це дуже подобається. Мене дуже зацікавило вміння Роберта експериментувати; це чітко відповідало тому, що я хотів зробити на цій другій платівці… Там є два соло [Фріппа] — на On the Air і на White Shadow. А потім він грає на Exposure. Він додає колориту цьому твору; це на 50 % його творіння. А ще він час від часу грає на класичній гітарі. Він музикант, яким я дуже захоплююся, адже він один із небагатьох, у кого до суміші дисципліни й божевілля доданий такий великий талант.
Фріпп та Іно співпрацювали над альбомом, який вийшов у 1975 році під назвою Evening Star. На цьому альбомі звучать композиції (зокрема An Index of Metals, яка зайняла всю другу сторону), які два роки по тому вплинуть на новий проэкт Бові, особливо на його другу частину. У 1977 році Фріппові зателефонував Браян Іно, який працював над альбомом Девіда Бові Heroes. Гра Фріппа на цьому альбомі стала підґрунтям для низки спільних робіт з іншими музикантами. Незабаром Фріпп співпрацював з Дерілом Голлом над альбомом Sacred Songs.
У цей період Фріпп почав працювати над матеріалом для сольного альбому, до створення якого долучилися поетеса-лірик Джоанна Волтон (Joanna Walton) та кілька інших музикантів, зокрема Іно, Ґебріел і Голл, партнер останнього Джон Оутс (John Oates), а також Пітер Геммілл, Джеррі Маротта, Філ Коллінз, Тоні Левін і Терре Рош (Terre Roche). Цей матеріал зрештою став першим сольним альбомом Фріппа Exposure, випущеним у 1979 році, за яким того ж року послідувало турне Frippertronics.
Живучи в Нью-Йорку, Фріпп брав участь у записі альбомів і концертних виступах Blondie (Parallel Lines) і Talking Heads (Fear of Music), а також продюсував перший і третій альбоми The Roches, на яких з'явилося кілька характерних гітарних соло Фріппа. Друга серія творчих сесій із Девідом Бові призвела до створення характерних гітарних партій на альбомі Scary Monsters (and Super Creeps (1980), а до цього — третього сольного альбому Пітера Ґебріела, відомого під назвою Melt. 12 січня 1980 року Фріпп виступив наживо з Blondie на сцені Hammersmith Odeon, взявши участь у кавер-версії альбому Бові Heroes. Цей запис увійшов до 12-дюймового синглу Atomic, випущеного того ж року, а пізніше з'явився як бонус-трек на CD-версії альбому Blondie Eat to the Beat.
У 1980 році Фріпп випустив God Save the Queen/Under Heavy Manners — сольний альбом, у якому поєдналися два різних музичних підходи до «фріппертроніки». Перша сторона платівки, God Save the Queen, була спробою обійтися під час запису музики «чистою фріппертронікою» — тобто створити альбом, «де використовується тільки фріппертроніка». Друга сторона платівки, Under Heavy Manners, являла собою співпрацю з басистом Бастою Джонсом, ударником Полом Даскіном (Paul Duskin) і Девідом Бірном (Бірн фігурував під псевдонімом Абсальм ель-Хабіб). Звуки, записані на другій стороні платівки, Фріпп називав «дискотронікою» — так він визначив «музику, яка виникає на стику фріппертроніки та диско».
Паралельно з цим Фріпп зібрав, за його словами, «гастролюючий інструментально-танцювальний гурт нової хвилі» під назвою The League of Gentlemen (LOG) із басисткою Сарою Лі, клавішником Баррі Ендрюсом та ударником Джонні Еліхоффом (Johnny Elichaoff) на прізвище Johnny Toobad. Пізніше Еліхоффа замінив Кевін Вілкінсон. 1980 рік «Ліга» провела в гастролях.
У 1985 році Фріпп спродюсував альбом Journey to Inaccessible Places класичного піаніста Елана Сікроффа, випущений на лейблі E.G. Records.

### 1981—1984 роки: відновленняKing Crimson

Пізніші версії альбому Discipline мали цей дизайн Стіва Болла.

1981 рік ознаменувався формуванням нового складу King Crimson, возз'єднанням Роберта Фріппа з ударником Біллом Бруфордом і початком нового партнерства з двома американськими музикантами — бас-гітаристом і гравцем на стіку Чепмена Тоні Левіном (який грав із Фріппом на альбомі Exposure і в першій гастрольній групі Пітера Ґебріела) та Адріаном Белью, співаком і гітаристом, який до цього грав із Девідом Бові, Talking Heads і Френком Заппою.
Спочатку гурт планували назвати Discipline, але швидко з'ясувалося, що його учасники вважали більш доречною назву King Crimson: для Фріппа King Crimson завжди був «способом щось робити», а не конкретним колективом музикантів, і нинішній склад гурту відчував, що їхня музика якраз відображає цю методологію. Під впливом ідей більше схильного до попмузики Белью, який став головним автором текстів (на додаток до Фріппа як головного композитора) гурт змінив своє звучання. Відтепер натхненням для створення музики для нього стали гамелано-подібний мінімалізм, нью-йоркська музика від постпанку до гоу-гоу, а також експерименти з гітарними синтезаторами. У 1984 році, випустивши три альбоми (Discipline, Beat, Three of a Perfect Pair), цей новий King Crimson розпався.
Під час цієї паузи Фріпп записав два альбоми зі своїм старим другом Енді Саммерсом із гурту The Police. На альбомі I Advance Masked 1982 року Фріпп і Саммерс грали на всіх інструментах. На альбомі Bewitched домінував Саммерс, який був продюсером альбому і співпрацював з іншими музикантами, окрім Фріппа.

У 1982 році Фріпп став продюсером і гітаристом на альбомі Keep On Doing гурту The Roches. Як і під час його попередньої роботи над альбомом Девіда Бові Scary Monsters (and Super Creeps), у якому також брали участь Піт Таунсенд і Чак Гаммер на гітарному синтезаторі, характерний гітарний стиль і звучання Фріппа, які характеризують його музику цього періоду, звучать разом з піснями і гармонією сестер. Рок-критик «Вілледж войс» Роберт Крістгау писав:
Це звучить настільки добре, що я починаю вірити: Роберт Фріпп був посланий на землю, щоб продюсувати The Roches.

### Guitar Craft

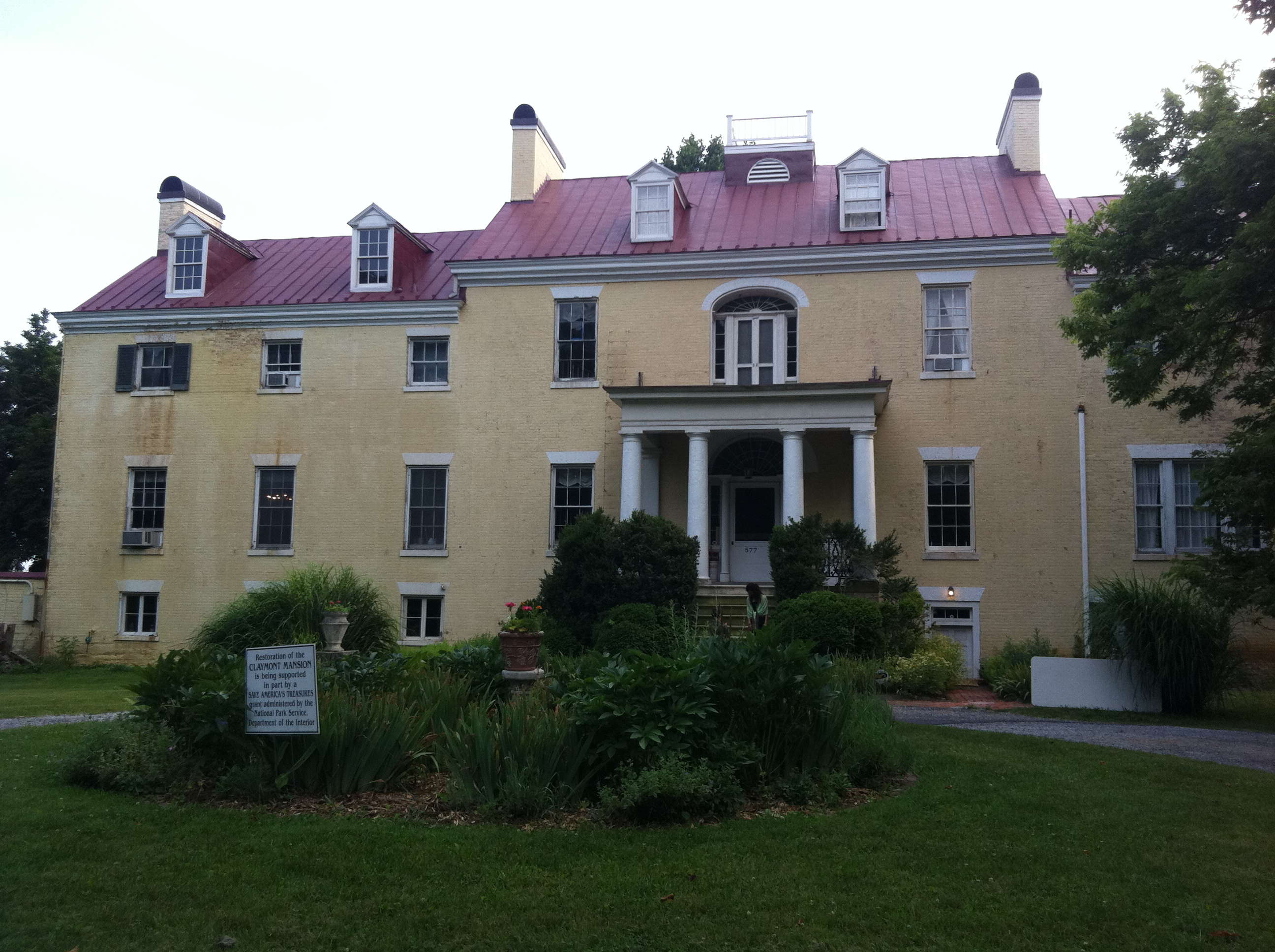
Перший курс Guitar Craft розпочався 25 березня 1985 року в Клеймонт-Корт у Чарльз-Тауні, штат Західна Вірджинія.

У 1984 році Фріппу запропонували посаду викладача в Американському товаристві неперервної освіти (ASCE) в Клеймонт-Корт, Західна Вірджинія. Він співпрацював з ASCE з 1978 року, з часом навіть увійшовши до ради директорів, і вже давно обмірковував ідею стати викладачем класу гітари. У 1985 році він розробив курс Guitar Craft («Гітарна майстерність»), відгалуженням якого стала перформанс-гурт The League of Crafty Guitarists, який випустив кілька альбомів. У 1986 році Фріпп випустив перший із двох спільних альбомів зі своєю дружиною, Тоєю Вілкокс. Колишніми учасниками The League of Crafty Guitarists є учасники гурту California Guitar Trio; вони також гастролювали разом із King Crimson. Фріпп є патроном заснованого у 2007 році Guitar Circle of Europe, а також Seattle Circle Guitar School, заснованої у 2010 році.
У лютому 2009 року Фріпп порекомендував закрити Guitar Craft у 2010 році, на його 25-ту річницю. 1 вересня 2022 року Фріпп опублікував книгу The Guitar Circle, збірку статей про Guitar Craft.

### «Звукові ландшафти»
У 1994 році Фріпп повернувся до сольних записів, використовуючи оновлену версію техніки своєї «фріппертроніки», яка передбачала зациклювання музичних фрагментів, але за допомогою вже не аналогових, а цифрових технологій. Фріпп випустив низку записів, які він назвав «звуковими ландшафтами» (soundscapes), зокрема 1999, Radiophonics (1994), A Blessing of Tears, That Which Passes (1996), November Suite (1997), The Gates of Paradise (1998), Love Cannot Bear (2005) і At the End of Time (2007), а також численні живі записи, доступні лише в електронному вигляді. Збірка Pie Jesu (1997) складається з матеріалу виступів A Blessing of Tears і The Gates of Paradise.

### Співпраця з Девідом Сильвіаном та іншими у 1990-х роках
Співпраця Фріппа з Девідом Сильвіаном — один із найяскравіших зразків його гітарної гри. Фріпп взяв участь у створенні 20-хвилинної композиції Steel Cathedrals з альбому Сильвіана Alchemy: An Index of Possibilities 1985 року. Пізніше Фріпп зіграв на кількох треках з альбому Сильвіана 1986 року Gone to Earth.
Наприкінці 1991 року Фріпп запропонував Сильвіану приєднатися до переформатованого King Crimson у ролі вокаліста. Той відхилив запрошення, але запропонував можливу співпрацю між ними, яка врешті-решт вилилася у турне Японією та Італією навесні 1992 року.
Також у 1991 році Фріпп випустив альбом із проєктом Sunday All Over The World (SAOTW), у якому також взяли участь його дружина Тоя Вілкокс, колишній учасник League of Crafty Guitarists Трей Ганн на стіку Чепмена і ударник Пол Бівіс (Paul Beavis). Раніше цей гурт називався Fripp Fripp і гастролював під такою назвою у 1988 році. Потім він перейменувався на SAOTW і знову гастролював під цією назвою у 1989 році.
У липні 1993 року Сильвіан і Фріпп випустили спільну роботу The First Day. У записі також взяли участь Трей Ганн, який невдовзі став учасником King Crimson, і Джеррі Маротта (який, як і Сильвіан, ледь не став учасником King Crimson) на барабанах. Коли гурт вирушив у турне на підтримку диска, місце ударника зайняв майбутній учасник King Crimson Пет Мастелотто. У 1994 році був випущений концертний альбом Damage, а також спільна робота Redemption — Approaching Silence, яка складалася з ембієнтних «звукових скульптур» Сильвіана (Approaching Silence), що супроводжували читання Фріппом його власного тексту (Redemption).
На початку та в середині 1990-х Фріпп долучився до створення гітарних партій та «звукових ландшафтів» для альбомів Lifeforms (1994) гурту The Future Sound of London та Cydonia (2001) гурту The Orb, а також FFWD, спільного проєкту з його учасниками. Крім того, Фріпп співпрацював з Браяном Іно, написавши й записавши гітарні партії для двох треків для CD-ROM-проєкту Headcandy (1994), створеного Крісом Джулом (Chris Juul) і Дагом Джипсоном (Doug Jipson). Після завершення роботи Іно дійшов висновку, що візуальне оформлення диска було розчаровуючим, і пошкодував про участь у цьому проєкті. У цей період Фріпп також брав участь у створенні альбомів Flowermouth (1994) гурту No-Man і X (1996) гурту The Beloved. Він також створив «звукові ландшафти» та гітарні партії для двох альбомів британського гурту Iona — Beyond These Shores (1993) та Journey into the Morn (1996).

### 1994—2010 роки: відродженняKing Crimson

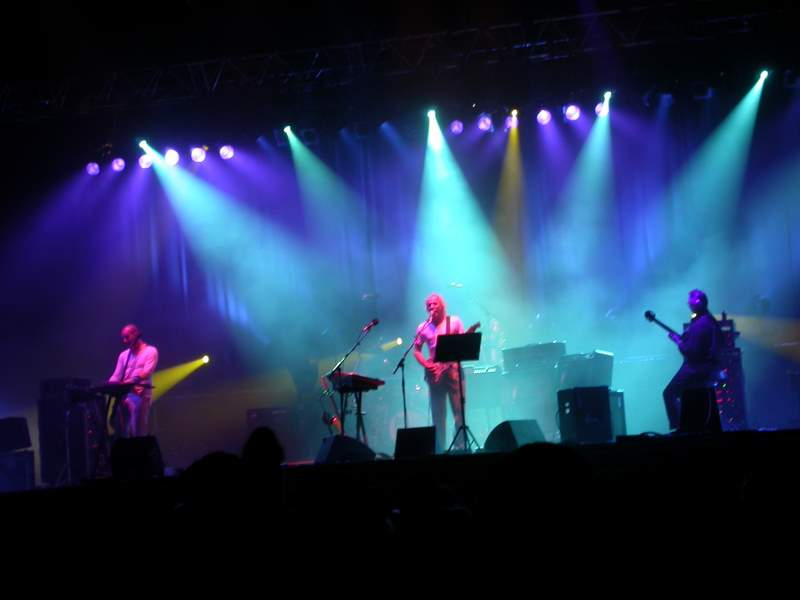
Трей Ганн, Адріан Белью і Роберт Фріпп на виступі King Crimson у 2003 році

Наприкінці 1994 року Роберт Фріпп уп'яте відродив King Crimson, знову переформувавши його: до складу 1981 року приєдналися Трей Ганн та ударник Пет Мастелотто. Нову конфігурацію неофіційно назвали «подвійне тріо», оскільки в гурті стало два гітаристи, два бас-гітаристи і два ударники. У цьому складі гурт випустив мініальбом Vrooom (1994) та альбом THRAK (1995).
Незважаючи на музичний і комерційний успіх подвійного тріо King Crimson, підтримувати його діяльність довгостроково виявилося складно. З 1997 по 1999 рік гурт, не розпадаючись офіційно, розділився на п'ять експериментальних інструментальних підгруп, відомих як ProjeKcts. До 1998 року Білл Бруфорд взагалі покинув гурт. У 2000 році Фріпп, Белью, Ганн і Мастелотто знову возз'єдналися як «повноцінний» King Crimson (Левін був зайнятий сесійною роботою). Цей склад випустив два студійні альбоми: The ConstruKction of Light (2000) та The Power to Believe (2003), який набув більш металевого, сильно електронного звучання. Наприкінці 2003 року Ганн пішов з гурту.
Хоча Тоні Левін одразу ж повернувся до гурту, почалася чергова перерва в діяльності King Crimson, поки у 2007 році не з'явилися другий ударник — Гевін Гаррісон із гурту Porcupine Tree. У цьому складі гурт відіграв короткий тур по східній частині США у 2008 році, переосмисливши свій репертуар 1981—2003 років і підхід до написання музики, а також запровадивши тривалі перкусійні дуети ударників. Нового оригінального матеріалу записано не було, і у 2010 році Фріпп оголосив, що King Crimson знову беруть перерву на невизначений термін.

### Останні роботи:G3,Porcupine Tree,Slow Music, Тео Тревіс,The Humans, Якко Якшик та інші
Онлайн-щоденник Роберта Фріппа на dgmlive.com
У 2004 році Роберт Фріпп гастролював із Джо Сатріані та Стівом Ваєм у складі гітарного тріо G3. Він також працював у студії Microsoft над записом звуку запуску операційної системи Windows Vista: Фріпп розробив звуковий ландшафт і написав мелодію, Такер Мартін створив ритм, а співробітник Microsoft Стів Болл (Steve Ball) додав гармонію і здійснив остаточне аранжування.
Наприкінці 2005-го та на початку 2006 року Фріпп приєднався до імпровізаційного проєкту Slow Music ударника гуртів R.E.M. і Nine Inch Nails Білла Ріфліна; іншими його учасниками були Пітер Бак, Фред Чаленор (акустичний бас), Метт Чемберлен (барабани) та Гектор Зазу (електроніка). У травні 2006 року цей колектив музикантів гастролював західним узбережжям Америки.
У 2006 році Фріпп записав свою композицію At the End оf Time до благодійного альбому Guitarists 4 the Kids групи музикантів Artists for Charity. Альбом був випущений лейблом Slang Productions; він мав на меті допомогти організації World Vision Canada у допомозі знедоленим дітям. Протягом 2006 року Фріпп давав багато сольних концертів-саундскейпів в камерній обстановці в церквах Англії та Естонії.
У жовтні 2006 року учасники King Crimson у складі ProjeKct Six (Роберт Фріпп, Адріан Белью) виступили на кількох майданчиках на східному узбережжі США на розігріві перед виступами гурту Porcupine Tree. Того ж року Фріпп створив «звукові ландшафти» до двох пісень з альбому Porcupine Tree Fear of a Blank Planet — Way Out of Here і Nil Recurring, друга з яких вийшла у вересні 2007 року як частина мініальбому Nil Recurring. Часу від часу Фріпп також виступав зі «звуковими ландшафтами» на розігріві у Porcupine Tree у різних турах з 2006 по 2009 рік.
У 2008 році Фріпп працював із Тео Тревісом над альбомом дуетів гітари та флейти або саксофона під назвою Thread; у 2009 році дует також відіграв короткий тур по Англії. У 2012 році продовженням цієї співпраці став альбом Follow. У 2009 році Фріпп зіграв концерт із гуртом The Humans, до складу якого входять його дружина Тоя Вілкокс, Білл Ріфлін та Кріс Вонг (Chris Wong). Крім того, Фріпп взяв участь у створенні альбому Джуді Дайбл Talking with Strangers (разом із Петом Мастелотто та іншими) і зіграв на двох треках альбому Якко Якшика The Bruised Romantic Glee Club. У 2010 році Фріпп виконав гітарне соло в розширеній версії пісні Heathen Child гурту Grinderman, випущеної як бі-сайд на синглі Super Heathen Child.
У 2021 році вийшов альбом Leviathan у стилі ембієнт/електроніка. Фріпп виступив його продюсером і гітаристом у співпраці з британським EDM-дуетом The Grid.

### A Scarcity of Miracles, відхід від музики та новий складKing Crimson
У травні 2011 року Якко Якшик, Роберт Фріпп і Мел Коллінз випустили пісенний альбом під назвою A Scarcity of Miracles на лейблі Panegyric. У записі альбому також брали участь Тоні Левін і Гевін Гаррісон, що дало привід припустити, що цей проєкт був пробною версією нового гурту King Crimson.
В інтерв'ю, опублікованому 3 серпня 2012 року, Фріпп, посилаючись на давні розбіжності з Universal Music Group (UMG), заявив, що припинив працювати професійним музикантом і що робота в музичній індустрії стала «безрадісною вправою у нікчемності». Ця відмова від музики виявилася недовгою і тривала лише до владнання непорозуміння з UMG.
У своєму онлайн-щоденнику Фріпп 6 вересня 2013 року оголосив про відновлення King Crimson у складі «чотири англійці плюс три американці». До нового складу увійшли Фріпп, Левін, два ударники — Мастелотто і Гаррісон, Мел Коллінз, який грав у гурті ще в 1970-х роках, і двоє нових учасників — Якко Якшик як вокаліст і другий гітарист, і Білл Ріфлін як третій ударник. У 2014 і 2015 роках ця версія гурту відправилася в турне із сет-лістом, переробленим і переаранжованим на основі матеріалу 1960-х і 1970-х років (плюс пісні з альбому A Scarcity of Miracles і кілька нових композицій). На початку 2016 року було оголошено, що колишній ударник гуртів The Lemon Trees / Noel Gallagher Джеремі Стейсі замінить Ріфліна в турі того року, поки той перебував у річній відпустці. Відтоді King Crimson продовжували гастролювати у складі із семи або восьми музикантів; Стейсі був постійним учасником на ударних і клавішних, а Ріфлін, коли був вільний, — на клавішних і «феєричному витиранні пилу». Востаннє Ріфлін грав із King Crimson у турах 2018 року; він помер 24 березня 2020 року у віці 59 років.

## Музичне обладнання
У перші роки існування King Crimson (1968—1974) Роберт Фріпп використовував дві гітари Gibson Les Paul, вироблені у 1957 і 1959 роках. Гітара 1957 року мала три звукознімачі (з одним регулятором гучності на грифі, який контролював середній звукознімач). У 1980-х роках Фріпп віддавав перевагу гітарам Roland GR-303 і GR-808 як для гри на звичайній гітарі, так і для керування синтезатором. У наступні роки Фріпп використовував кастомізовані гітари в стилі Les Paul від Tōkai Gakki, 48th St Custom і Fernandes Guitars (остання є його нинішнім вибором).
Фірмова модель, названа на честь гітариста (Crimson Guitars Robert Fripp Signature), обладнана звукознімачами Fernandes Sustainer і MIDI і корпусом у стилі Les Paul. Істотна відмінність від Gibson Les Paul полягає в тому, що в цій моделі використовується не традиційний, а глибоко посаджений гриф.

Учням Guitar Craft Фріпп рекомендував використовувати гітару Ovation 1867 Legend зі сталевими струнами, яка мала неглибокий корпус. Ерік Тамм (Eric Tamm) стверджував:
Фріппу подобалося, як Ovation 1867 прилягала до його тіла, даючи змогу зайняти ту позицію для гри правою рукою, яку він виробив на електрогітарах протягом багатьох років; на гітарах із більш глибоким корпусом позиція Фріппа неможлива без незручних викривлень.
Модель 1867 Legend більше не випускається, проте вона вплинула на дизайн гітар Guitar Craft Pro, схвалений Фріппом.

## Техніка гри на гітарі

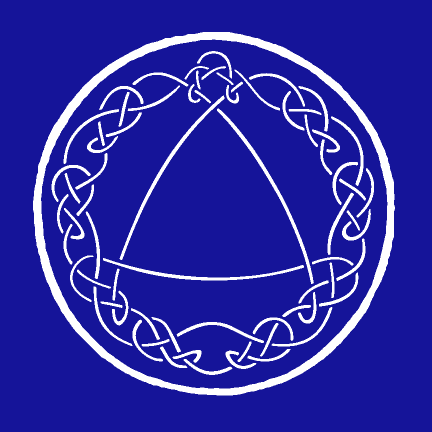
Вузол — символ Guitar Craft

Фріпп почав грати на гітарі у віці 11 років. На початку він не мав ні слуху, ні почуття ритму. Ці недоліки пізніше змусили його прокоментувати:
Музика так хоче, щоб її чули, що іноді дає голос навіть малообіцяючим особистостям.
Крім того, Фріпп від природи шульга, але він вирішив грати на гітарі як правша.
Навчаючись основ гри на гітарі у свого вчителя Дона Страйка (Don Strike), Фріпп почав освоювати техніку кроссіпікінгу, яка стала однією з особливостей його гри. Фріпп навчав кроссіпікінгу своїх учнів у Guitar Craft.
У 1985 році Фріпп почав використовувати гітарний стрій, яку він назвав «Новим стандартним строєм» (C2 — G2 — D3 — A3 — E4 — G4). Він теж набув популярності в Guitar Craft.
Гітарна техніка Фріппа, на відміну від більшості рок-гітаристів його епохи, заснована не на блюзі, а скоріше сформована під впливом авангардного джазу та європейської класичної музики. Фріпп поєднує швидкий почерговий та перехресний перебір, використовує цілотонові та зменшені акорди й тривалі фрагменти шістнадцятих нот у вигляді perpetuum mobile (безкінечний рух).
Під час виступу Фріпп не стоїть, а напівсидить на спеціальній високій табуретці, що незвично для рок-виконавця. За це в травневому номері журналу Guitar Player за 1974 рік його назвали «гітаристом, який сидить на сцені».

## Відгуки інших музикантів
Своє захоплення творчістю Роберта Фріппа і про його вплив згадувала велика кількість гуртів і окремих музикантів: Едж (U2), Стівен Вілсон, Омар Родрігес-Лопес Трей Анастасіо із гурту Phish, Енні Кларк, Кірк Гемметт із Metallica, Майкл Анджело Батіо, Джефф Тейт із Queensrÿche, Нельс Клайн із Wilco, Адам Джонс із Tool, Merzbow, Рід Вернон із Living Colour, Бен Вейнман із The Dillinger Escape Plan, Пол Масвідал із Cynic, гітарист Біллі Айдола Стів Стівенс, Кріс Гаскетт із Rollins Band, Івар Бйорнсон з Enslaved, Ділан Карлсон з Earth, Ден Бріггс, Деніс Д'Амур of Voivod, Деніел Монгрейн, Маркус Гендерсон, Пол Лемос із Controlled Bleeding, Річард Пінгас, Нік Рейнгарт (Nick Reinhart) із Tera Melos, Леопольд Росс, музикант-«електроник» Расті, кінорежисер Гел Гертлі, Шон Бівен.

## Особисте життя

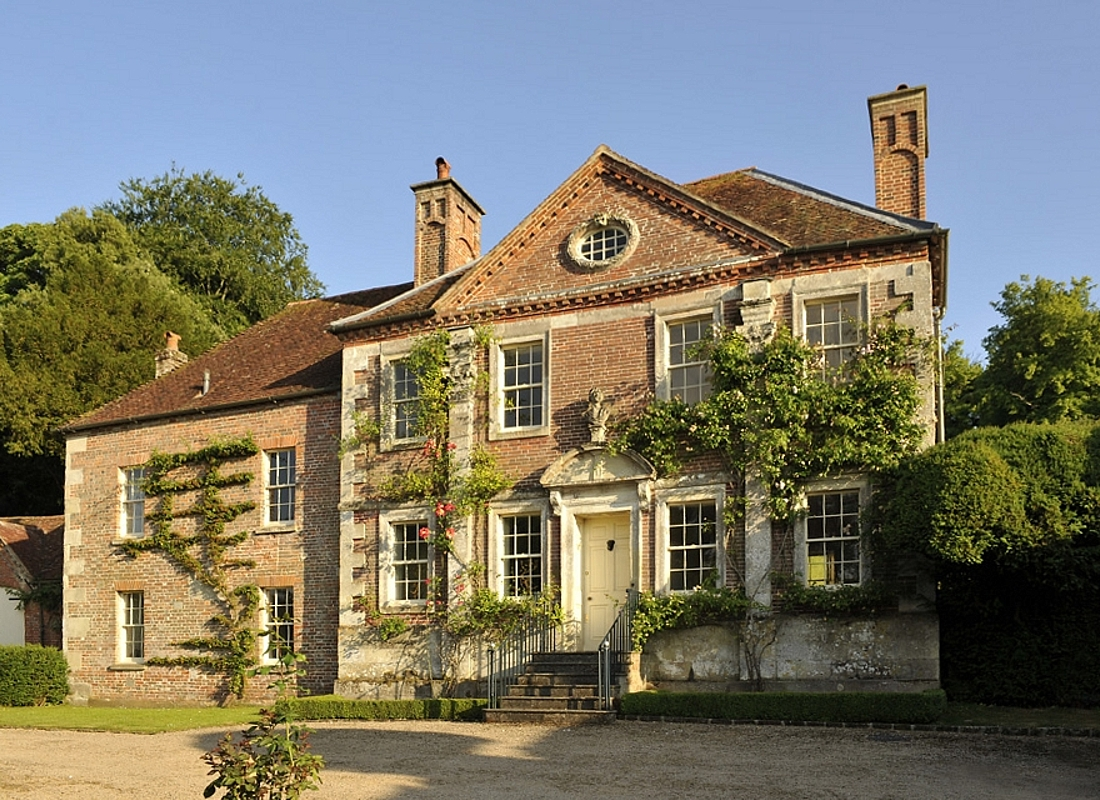
Вид спереду на Червонуватий будинок у Вілтширі.

16 травня 1986 року в Пулі, Дорсет, Англія, Роберт Фріпп одружився зі співачкою й акторкою Тоєю Вілкокс. З грудня 1987 року до липня 1999 року після невеликого ремонту вони жили в Червонуватому будинку, колишньому будинку Сесіла Бітона, у селищі Броуд Чок у Вілтширі.
Раніше Фріпп жив у Торнгілл-котеджі, Голт, Дорсет (1971—1980) та Фернгілл-хаусі, Вітчемптон (1980—1987). Після Червонуватого будинку подружжя жило у Старому особняку в Евершоті (1999—2001). Потім вони переїхали до свого нинішнього помешкання в Першорі, Вустершир. У подружжя немає дітей. Згідно із заповітом Роберта й Тої, весь їхній статок піде на створення музичного освітнього фонду для дітей.
Роберт Фріпп — меценат гітарної школи Seattle Circle Guitar School у США та театру танцю Shallal Dance Theatre у Пензансі, Англія. Він часто виступав як оратор-мотиватор, зокрема на заходах разом зі своєю сестрою Патрісією, яка є тренером з ораторського мистецтва.
Дядьком Роберта Фріппа був Альфі Фріпп — останній з пілотів «39-х», збитих Люфтваффе під час Другої світової війни, а потім утримуваних у 12 різних таборах для військовополонених.
Фріпп — пескетаріанець.
Під час карантину, спричиненого пандемією COVID-19, Фріпп і Вілкокс завантажили на YouTube багато коротких гумористичних відео — як правило, каверів на відомі пісні, переважно під назвою Toyah and Robert's Sunday Lunch. За даними сайту новин рок-музики MetalSucks, ці відео були надзвичайно популярними: кавер на пісню Enter Sandman гурту Metallica став 6-м за популярністю кавером на сайті того року. У 2023 року дует гастролював Великою Британією, виконуючи пісні Sunday Lunch на концертах.

## Нагороди та відзнаки
На честь Роберта Фріппа названо астероїд 81947 Фріпп, відкритий Марком Буї в обсерваторії Серро Тололо у 2000 році. 18 травня 2019 року Центр малих планет опублікував офіційне повідомлення про присвоєння назви (M.P.C. 114955).
У 2011 році Роберт Фріпп посів 62-ге місце у списку 100 найвидатніших гітаристів усіх часів за версією журналу Rolling Stone; у списку 2003 року Девід Фріке віддав йому 42-ге місце. Він посідає 47-ме місце у списку 50 найкращих гітаристів усіх часів за версією Gibson (разом з Андресом Сеговією).

## Discipline Global Mobile
У 1992 році Фріпп і Девід Сінглтон, продюсер і розробник онлайн-контенту, заснували компанію Discipline Global Mobile (DGM) як незалежний музичний лейбл. DGM випускає музику Фріппа, King Crimson, споріднених гуртів та інших виконавців на компакт-дисках та у вигляді файлів для завантаження. У 1998 році в профілі Billboard зазначалося, що DGM має десять співробітників у Солсбері (Англія) та Лос-Анджелесі (США). DGM прагне «бути зразком етичного бізнесу в індустрії, заснованій на експлуатації, змащеній обманом, пронизаній крадіжками і підживлюваній жадібністю». DGM наполягає на тому, що артисти, з якими він співпрацює, зберігають усі авторські права на власні твори. Навіть права на «вузликовий» корпоративний логотип DGM, наведений на фото вище, належать його дизайнеру Стіву Боллу (Steve Ball); цей логотип з'являвся раніше на обкладинці пізніших версій альбому Discipline. Білл Мартін (Bill Martin) назвав цілі DGM «зразковими» (1997); він писав: «Фріпп зробив дещо дуже важливе для можливостей експериментальної музики», створивши DGM, яка "відіграла головну роль у створенні сприятливих умов для King Crimson.
DGM публікує онлайн-щоденник Фріппа, який часто коментує свої виступи та стосунки з фанатами. Модерований форум дає шанувальникам змогу ставити запитання або залишати коментарі. Разом щоденник Фріппа і фан-форум відображають відкладені діалоги, у яких Фріпп і шанувальники обговорюють записи в щоденнику і повідомлення на форумі.

### Скарги на порушення авторських прав
У 2009 році Фріпп випустив заяву, у якій стверджував, що EMI & Sanctuary Universal завантажили музику в різні музичні магазини без його згоди, заявивши:
ЖОДНЕ з цих завантажень не було ліцензовано, санкціоновано або узаконено. Тобто будь-яке завантаження будь-якого треку King Crimson є порушенням авторських прав. Або, якщо казати коротко, крадіжкою.
У 2011 році Фріпп поскаржився на те, що сервіс розповсюдження музики Grooveshark продовжував транслювати його музику попри те, що він неодноразово надсилав повідомлення про необхідність її видалення. Листування Фріппа й Grooveshark було опубліковане на сайті Digital Music News та в його щоденниках, які з'являються на сайті Discipline Global Mobile.
Опублікований Фріппом обмін листами був включений до позову Universal Music Group (UMG) проти Grooveshark, поданого в листопаді 2011 року. UMG посилалася на внутрішні документи, які свідчили, що працівники Grooveshark завантажили тисячі нелегальних копій записів, що належать UMG. Фріпп уже мав досвід захисту своєї музики в судових процесах із музичними компаніями. Він заявляв, що «несанкціонований стрімінг або роздача MP3-файлів — це те саме, що й крадіжка авторських прав».

## Дискографія
Фріпп був надзвичайно активним музикантом і продюсером. Він взяв участь у створенні понад 700 офіційних релізів. У «Короткому огляді дискографії Роберта Фріппа» (The Robert Fripp Discography Summary), складеному Джоном Релфом (John Relph), також перераховано 120 компіляцій і 315 неофіційних релізів (наприклад, бутлегів). Це означає, що можна знайти понад 1100 релізів (включаючи як офіційні, так і неофіційні, а також студійні та живі записи) за участю Фріппа. Тут перелічено студійні релізи.

### Giles, Giles & Fripp
- 1968: The Cheerful Insanity of Giles, Giles and Fripp[en][206]
- 2001: The Brondesbury Tapes[207]
- 2001: Metaphormosis[208]

### Сольні роботи

#### Студійні альбоми
- 1979: Exposure[55]
- 1981: God Save the Queen/Under Heavy Manners[en][62]
- 1981: Let the Power Fall: An Album of Frippertronics[209]
- 1997: Pie Jesu[87]
- 1998: The Gates of Paradise[84]

#### Концертні альбоми
- 1994: 1999 Soundscapes: Live in Argentina[80]
- 1995: Radiophonics: 1995 Soundscapes, Vol. 1[210]
- 1995: A Blessing of Tears: 1995 Soundscapes, Vol. 2[81]
- 1996: That Which Passes: 1995 Soundscapes, Vol. 3[82]
- 1997: November Suite: 1996 Soundscapes — Live at Green Park Station[83]
- 2005: Love Cannot Bear (Soundscapes — Live In The USA)[85]
- 2006: At the End of Time (Churchscapes — Live in London & Estonia)[86]

### З Браяном Іно
- 1973: (No Pussyfooting)[en][43]
- 1973: Here Come the Warm Jets[en][211]
- 1975: Evening Star[en][53]
- 1975: Another Green World[212]
- 1976: Music for Films[en][213]
- 1977: Before and After Science[en][214]
- 1978: Air Structures[215]
- 1992: Nerve Net[en][216]
- 1994: The Essential Fripp and Eno[217]
- 1998: Lightness: for the Marble Palace[218][43]
- 2004: The Equatorial Stars[en][219]
- 2006: The Cotswold Gnomes[220] (інша назва — Beyond Even (1992–2006)[en])
- 2014: Live in Paris 28.05.1975[221]

### З Девідом Сильвіаном
- 1985: Alchemy: An Index of Possibilities[en][222]
- 1986: Gone to Earth[en][223]
- 1993: The First Day[en][90]
- 1993: Darshan (The Road to Graceland)[en][224]
- 1993: Kings[225]
- 1994: Damage[91]
- 1994: Redemption-Approaching Silence[92]
- 2000: Everything and Nothing[en][226]
- 2002: Camphor[en][227]

### З Енді Саммерсом
- 1982: I Advance Masked[en][70]
- 1984: Bewitched[71]
- 1984: Andy Summers & Robert Fripp Speak Out[228]

### З Пітером Ґебріелом
- 1977: Peter Gabriel I[en][229]
- 1978: Peter Gabriel II[en][51]
- 1980: Peter Gabriel III[en][230]

### З Тео Тревісом
- 2008: Thread[114]
- 2012: Follow[115]
- 2012: Discretion[231]

### З Девідом Бові
- 1977: Heroes[232]
- 1980: Scary Monsters (and Super Creeps)[59]

### З Джоном Веттоном
- 1994: Battle Lines[233]
- 1998: Arkangel[234]
- 2001: Sinister[235]
- 2011: Raised in Captivity[en][236]

### ІзThe League of Crafty Guitarists
- 1986: Live![237]
- 1991: Live II[238]
- 1991: Show of Hands[239]
- 1991: Intergalactic Boogie Express[240]
- 1995: Intergalactic Boogie Express: Live in Europe…[241]

### ІзThe League of Gentlemen
- 1981: The League of Gentlemen[242]
- 1985: God Save the King[243]
- 1996: Thrang Thrang Gozinbulx[244]

### ІзThe Roches
- 1979: The Roches[en][245]
- 1982: Keep On Doing[en][246]

### Інші записи
- 1981: The Warner Brothers Music Show — The Return Of King Crimson[247] (інтерв'ю з музичними вставками)
- 1985: Network[248] (мініальбом-компіляція)
- 1986: The Lady or the Tiger[75] (з Тоєю Вілкокс[en])
- 1991: Kneeling at the Shrine[en][249] (із Sunday All Over the World)
- 1993: The Bridge Between[250] (із The Robert Fripp String Quintet)
- 1994: FFWD[en][96] (із The Orb)
- 1999: The Repercussions of Angelic Behavior[251] (з Біллом Ріфліном[en] і Треєм Ганном)
- 2000: A Temple in the Clouds[252] (із Джеффрі Фейманом[en])
- 2011: A Scarcity of Miracles[en][118] (з Мелом Коллінзом і Якко Якшиком[en])
- 2012: The Wine of Silence[253] (з Ендрю Кілінгом, Девідом Сінглтоном[en] і Metropole Orkest[en])
- 2015: Starless Starlight[254] (з Девідом Кроссом[en])

### Спільні роботи
- 1970: H to He, Who Am the Only One[en][255] (з гуртом Van der Graaf Generator[256])
- 1971: Pawn Hearts[en][257] (з гуртом Van der Graaf Generator)
- 1971: Fools Mate[258] (із Пітером Гемміллом[en])
- 1971: Septober Energy[en][259] (з гуртом Centipede[en])
- 1972: Blueprint[260] (із Кітом Тіппеттом[en])
- 1972: Matching Mole's Little Red Record[en][261] (з гуртом Matching Mole[en])
- 1973: Ovary Lodge[262] (із Кітом Тіппеттом[en])

- 1978: Parallel Lines[en][263] (із Blondie)
- 1979: Fear of Music[58] (із гуртом Talking Heads)
- 1980: Sacred Songs[en][54] (з Дерілом Голлом[en])
- 1985: Network[264]
- 1987: Couple in Spirit[en][265] (з Кітом Тіппеттом[en] і Джулі Тіппетт)
- 1992: 456[en] (із The Grid[en])
- 1993: Beyond These Shores[en][100] (з гуртом Iona[en])
- 1994: Sidi Mansour[266] (із Шейхою Рімітті[en])
- 1994: Flowermouth[en][98] (із гуртом No-Man[en])
- 1996: Cheikha Rimitti Featuring Robert Fripp and Flea[267] (із Шейхою Рімітті[en]: невидані треки з альбому Сіді Мансура)
- 1996: The Woman's Boat[en][268] (з Тоні Чайлдсом[en])
- 1999: Birth of a Giant[269] (з Біллом Ріфліном[en])
- 2001: The Thunderthief[en][270] (із Джоном Полом Джонсом)
- 2002: Trance Spirits[en][271] (зі Стівом Роучем, Джеффрі Фейманом[en] та Момоду Ка (Momodou Kah))
- 2006: Side Three[en][272] (з Адріаном Белью)